# Fairhaven (Minnesota)
Fairhaven – jednostka osadnicza w Stanach Zjednoczonych, w stanie Minnesota, w hrabstwie Stearns.